# Episodi de Il richiamo della foresta
La prima e unica stagione della serie televisiva Il richiamo della foresta, composta da 13 episodi, sono andati in onda negli Stati Uniti dal 31 marzo al 26 giugno del 2000.
In Italia sono stati trasmessi dal 13 settembre 2010.

## Prima stagione
| n° | Titolo originale      | Titolo italiano                  | Prima TV USA   | Prima TV Italia   |
| -- | --------------------- | -------------------------------- | -------------- | ----------------- |
| 1  | Pilot (1)             | Buck (1ªparte)                   | 31 marzo 2000  | 13 settembre 2010 |
| 2  | Pilot (2)             | Buck (2ª parte)                  | 31 marzo 2000  |                   |
| 3  | The Attack            | L'imboscata                      | 1º aprile 2000 |                   |
| 4  | The Arrival           | L'inaspettata sorpresa del nonno | 3 aprile 2000  |                   |
| 5  | Foxfire               | La danza degli spiriti           | 10 aprile 2000 |                   |
| 6  | Survival              | Lo spirito dei padri             | 17 aprile 2000 |                   |
| 7  | Fool's Gold           | L'oro degli sciocchi             | 8 maggio 2000  |                   |
| 8  | The Epidemic          | L'epidemia                       | 15 maggio 2000 |                   |
| 9  | The Haunting          | Il grande spirito dell'orso      | 22 maggio 2000 |                   |
| 10 | Doc                   | Lo straniero                     | 29 maggio 2000 |                   |
| 11 | Storm Warning         | Il momento della verità          | 5 giugno 2000  |                   |
| 12 | Molly Brown's In Town | La febbre dell'oro               | 12 giugno 2000 |                   |
| 13 | Betrayal              | Il tradimento                    | 26 giugno 2000 |                   |